# مكاو سبيكس
مكاو سبيكس ويعرف أيضاً بمكاو أزرق صغير (Cyanopsitta spixii) هو مكاو موطنه الأصلي البرازيل. تم وصفه لأول مرة من قبل عالم الطبيعة الألماني جورج ماركغريف، عندما كان يعمل في ولاية بيرنامبوكو بالبرازيل عام 1638 وسمي على اسم عالم الطبيعة الألماني يوهان بابتيست فون سبيكس، الذي جمع عينة في عام 1819 على ضفة نهر ساو فرانسيسكو في شمال شرق باهيا في البرازيل. تم استئصال هذا الطائر تمامًا من نطاقه الطبيعي، وبعد مسح استمر لعدة سنوات، أعلن الاتحاد الدولي لحفظ الطبيعة (IUCN) رسميًا أنه انقرض في البرية في عام 2019.
ببغاء سبيكس أو طائر مكاو سبيكس (Spix’s macaw) أو الببغاء الأزرق الصغير (little blue macaw) هو واحد من أندر الطيور في العالم ،وجد هذا الطائر في شمال غرب البرازيل  و في مناطق صغيرة في جنوب بياوي أقصى جنوب مارانهاو و شمال شرق جوياس وشمال غرب باهيا ، ان هذا الطائر أيضا من فصيلة الببغاوات.{2}

### وصف الطائر
ريش ببغاوات سبيكس البالغة أزرق باهت مع مسحة خضراء باهتة على الثدي والبطن، والجزء العلوي من الظهر والخدود رمادية داكنة وغطاء الأذن والجبهة رمادية شاحبة مزرقة،مناقيرهم سوداء وأصغر وأقل تقوسًا من منقار الأقارب ولون الجانب السفلي من الذيل وغطاءات الأجنحة رمادية داكنة، والذيل أزرق أغمق و، وقزحية العين شاحبة صفراء وأقدامهم رمادية، والجنسين متشابهان، وتزن 360 جم وطولها 55 سم في المتوسط، ويبلغ طول جناحيها 1.2 مترًا  و معدلات التمثيل الغذائي القاعدية 1.245 سم مكعب أكسجين / ساعة، والوراثي والطيور لها ذيل أقصر من البالغين والفك العلوي ذو لون قرن مع جوانب سوداء و قزحية العين بنية{2}.لطائر ببغاء متوسط الحجم يزن حوالي 300 جرام (11 أونصة) ، وهو أصغر من معظم الببغاوات الكبيرة. مظهره بدرجات مختلفة من اللون الأزرق، مع رأس رمادي - أزرق ، وأجزاء سفلية زرقاء فاتحة، وأجزاء علوية زرقاء زاهية. الذكور والإناث متطابقان تقريبًا في المظهر، لكن الإناث أصغر قليلاً.

## سلوك ببغاء المكاو
تعايش طائر المكاو سبيكس في مجموعات وهو يطير في ساعات التي تكون فيها الشمس ظاهرة  ويعتبر من الطيور النهارية التي تتحرّك من وقت طلوع الشمس وحتى المغيب.{2}
تمتاز هذه الطيور بأرجلها التي تختلف باتجاهها.{2}
تتعدد انواع الببغاوات و لكن هناك  ما يميز ببغاوات سبيكس بحيث انها تستطيع ان تقلد الاصوات البشرية و يطلقون عليها اسم الطائر الناطق و بامكانكم ان تلاحظو انها طيور مفعمة بلحيوية و صاخبة لكنها نادرا ما تطير الي مسافات طويلة{2}
كانت الأنواع تعيش على ضفاف النهر في حوض الصرف في ريو ساو فرانسيسكو داخل مناخ غابات كاتينجا الجاف في شمال شرق البرازيل الداخلي. كان لها موطن طبيعي مقيد للغاية بسبب اعتمادها على الشجر في التعشيش والتغذية والجثم. يتغذى بشكل أساسي على بذور وجوز كاريبا ومختلف شجيرات الفربيون (spurge) ، الغطاء النباتي السائد في كاتينجا. بسبب إزالة الغابات في نطاقها المحدود وموائلها المتخصصة، كان الطائر نادرًا في البرية طوال القرن العشرين. لطالما كان نادرًا جدًا في الأسر، ويرجع ذلك جزئيًا إلى بُعد نطاقه الطبيعي.
وهي مدرجة في CITES الملحق الأول، مما يجعله محظوراً لدى التجارة الدولية باستثناء الحفظ المشروع أو الأغراض العلمية أو التعليمية. يعتبر IUCN أن الببغاء سبيكس انقرض في البرية. كان آخر معقل معروف لها في البرية في شمال شرق باهيا بالبرازيل وكانت مشاهدته نادرة جدًا. بعد مشاهدة طائر ذكر عام 2000 ، كانت آخر مرة يرى فيها عام 2016. يتم الآن الحفاظ على هذا النوع من خلال برنامج تربية أسيرة في العديد من منظمات الحفظ تحت رعاية الحكومة البرازيلية. إحدى هذه المنظمات، وهي جمعية الحفاظ على الببغاوات المهددة (ACTP) ، أعادت الطيور من ألمانيا إلى البرازيل في عام 2020 كجزء من خطتها لإعادة ببغاوات سبيكس إلى البرية. يقوم معهد شيكو مينديز البرازيلي لحفظ التنوع البيولوجي (ICMBio) بتنفيذ مشروع Ararinha-Azul مع خطة مرتبطة به لاستعادة الأنواع إلى الحياة البرية بمجرد توفر طيور تكاثر كافية وموائل مستعادة.

### التكاثر لدى طيور المكاو سبيكس
تتكاثر الببغاوات سبيكس بين نوفمنر و مارس و عادة يكون عدد البيض ما بين 2-3 و يوضع البيض في أعشاش فيها تجاويف التيجان الميتة و يستخدمون الأعشاش في كل عام مما يؤدي إلى سهولة وجودها و اصطيادها و من الضروري ان تعيش الببغاوات في ظروف حياة هادئة لكي لا تؤذي بيضها و صغارها.{2}

### تغذية ببغاء مكاو سبيكس
ان هذه الطيور تتغذى على مكسرات النخيل  فلذلك هي تحب الحدائق و البساتين.{2}

### الانقراض
عاش طائر المكاو من30-40 عاما أعلن الاتحاد الدولي لحفظ الطبيعة (IUCN) رسميًا أنه انقرض في البرية في عام 2019.بسبب تعرضها للصيد الجائر والقضاء على مواطنها الطبيعية والاتجار بها.{2}